# Wartbergstraße (Heilbronn)
Die Wartbergstraße liegt im Norden der Innenstadt von Heilbronn und führt im etwaigen 90-Grad-Winkel von der Weinsberger Straße Richtung Norden zur Erlenbacher Straße bzw. im nordöstlichen Bogen zur Friedrich-Ebert-Straße. Sie wurde 1962 nach dem gleichnamigen Hausberg benannt, in dessen Richtung die Straße führt. Von 1911 bis 1962 hieß der Straßenabschnitt ab den Bahngleisen Äußere Wartbergstraße.

## Bauwerke
- In der Nr. 3 befindet sich seit 1991 ein Getränkegroßhandel.
- In der Nr. 7/2 befand sich von 1920 bis 1966 ein Geschäft für Metzgerei-Bedarfsartikel von Dietz & Co.
- In der Nr. 10 befindet sich seit 1931 eine Mineralwasser-Großhandlung.
- Die Nr. 15 war ein Wohnhaus mit Nebengebäude, das ab 1838 dort gestanden hat und 1928 abgebrochen wurde.
- In der Nr. 17 des Vorgängergebäudes befand sich von 1924 bis 1928 eine Flügel- und Pianofortefabrik der Firma Scheible, A. F. & Co.
- In der Nr. 25 befand sich von 1899 bis 1983 das Konditorei-Café Gussmann.
- In der Nr. 37 befindet sich ein städtischer Kindergarten.[3]
- In der Nr. 52 befand sich von 1985 bis 1987 ein Flugbüro.
- In der Wartbergstraße Ecke Sichererstraße befindet sich eine Großkeramik-Plastik von Lee Babel.